# Euphron (tyran)
Pour le dieu du sport, voir Euphron.
Euphron (en grec ancien Εὔφρων) est un tyran de la cité-État grecque antique de Sicyone entre 368 av. J.-C. et 364 av. J.-C..

## Biographie
Euphron, citoyen de Sicyone, détenait le pouvoir principal durant sa période de soumission à Sparte. En 368 av. J.-C., la cité fut contrainte par Épaminondas à rejoindre l'alliance thébaine. Bien que sa constitution semble être restée inchangée, l'influence d'Euphron fut considérablement diminuée. Pour la reconquérir, il profita du mécontentement des Arcadiens et des Argiens envers la lignée oligarchique d'Épaminondas et, leur faisant croire que la suprématie de Lacédémone serait sûrement restaurée à Sicyone si la situation persistait, il réussit à instaurer la démocratie. Lors de l'élection des généraux qui suivit, il fut choisi, avec quatre collègues. Il obtint ensuite la nomination de son propre fils, Adéas, au commandement des troupes mercenaires au service de la république, et il les rallia à sa cause par un usage infatigable, non seulement des deniers publics et des trésors sacrés, mais aussi des richesses de nombreux individus qu'il força à l'exil sous l'accusation de laconisme.
Il se débarrassa ensuite de ses collègues et, après avoir exilé certains d'entre eux et assassiné les autres, il devint tyran de Sicyone. Il n'était cependant pas totalement indépendant, car la citadelle était occupée par un harmoste thébain, envoyé là, semble-t-il, après la révolution démocratique. On retrouve Euphron coopérant avec cet officier lors d'une campagne contre Phlionte, probablement en 365 av. J.-C.
Peu de temps après, l'oligarchie fut rétablie à Sicyone par Énée de Stymphale, le général arcadien, et apparemment avec l'accord de l'harmoste thébain. Euphron s'enfuit alors au port et, ayant envoyé chercher le général spartiate Pasimélus à Corinthe, le lui livra, affirmant à plusieurs reprises avoir été influencé dans toutes ses actions par son attachement aux intérêts de Lacédémone, ce qui semble avoir été peu reconnu.
Pendant ce temps, les luttes partisanes continuaient à Sicyone, et il put ainsi, grâce à l'aide d'Athènes, reprendre possession de la ville. Mais il savait qu'il ne pourrait la conserver face à l'opposition de la garnison thébaine (sans parler du fait qu'il s'était alors définitivement attiré l'inimitié de Sparte). Il se rendit donc à Thèbes, espérant obtenir, par la corruption et l'intrigue, le bannissement de ses adversaires et le rétablissement de son pouvoir. Cependant, certains de ses ennemis le suivirent et, constatant qu'il progressait effectivement vers la réalisation de son objectif, ils l'assassinèrent dans la Cadmée, alors que le conseil s'y réunissait. Arrêtés et traduits devant le conseil, ils plaidèrent leur cause avec audace, justifièrent leur acte et furent acquittés. Mais les partisans d'Euphron étaient nombreux à Sicyone et, après avoir ramené son corps, ils l'ensevelirent sur l'Agora, un honneur inhabituel (cf. Plutarque, Aratus 53) et lui rendirent un culte comme à un héros et à un fondateur.
En 323 av. J.-C., Euphron le Jeune, fils d'Adéas et petit-fils du tyran Euphron, réintroduisit la démocratie à Sicyone, mais la cité fut rapidement conquise par les Macédoniens.